# Selbusjøen
Selbusjøen er den største sø i Trøndelag fylke i Norge, med et areal på 58 km². Det meste af søen ligger i Selbu kommune, men vestenden ligger i Klæbu kommune. Søen ligger 157 moh. Selbusjøen er en del af Nea-Nidelvvassdraget, og de største tilløb kommer fra øst og sydøst. Udløbet er i vestenden, hvor Nidelven løber nordover og gennem Trondheim til Trondheimsfjorden.
Områderne omkring den østlige del af søen er tættest befolket, mens der mod vest kun er meget spredt bebyggelse. Hvor Nea munder ud i Selbusjøen ligger byen Mebonden, som også er administrationsby. Her går også fylkesvei 705 fra Hell og videre til Tydal. Fra Mebonden går også fylkesvei 968 langs sydsiden af søen. Langs nordsiden til Selbustrand, og videre nordover til Hommelvik, går fylkesvei 963.

## Eksterne kilder og henvisninger
1. ↑  "NVE dybdekart" (PDF). Arkiveret fra originalen (PDF) 7. april 2014. Hentet 28. oktober 2012.
2. ↑  Norges vassdrags- og energidirektorat NVE

- Om Nesjøen på Store Norske Leksikon